# Leichtathletik-Weltmeisterschaften 2007/1500 m der Männer

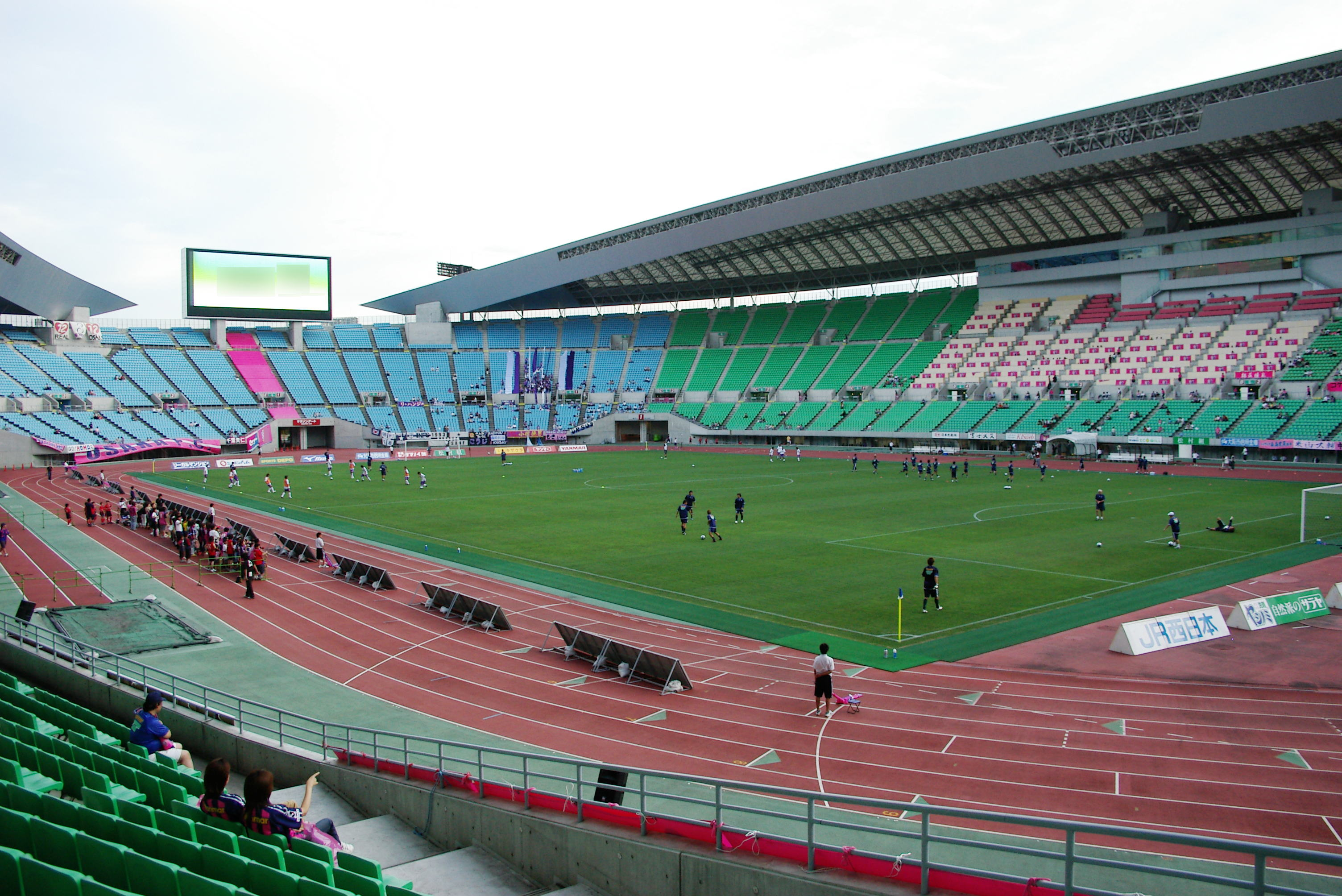
Das Nagai-Stadion in Osaka im Jahr 2004

Der 1500-Meter-Lauf der Männer bei den Leichtathletik-Weltmeisterschaften 2007 wurde vom 25. bis 29. August 2007 im Nagai-Stadion der japanischen Stadt Osaka ausgetragen.
Weltmeister wurde der US-amerikanische Olympiazweite von 2004, Olympiadritte von 2000 und Vizeweltmeister von 2001 Bernard Lagat. Er gewann vier Tage später auch das Rennen über 5000 Meter.

Rang zwei belegte Titelverteidiger Rashid Ramzi aus Bahrain, der bei den Weltmeisterschaften 2005 auch den 800-Meter-Lauf für sich entschieden hatte.

Bronze ging an den Kenianer Shedrack Kibet Korir.

## Bestehende Rekorde
| Weltrekord               | 3:26,00 min | Hicham El Guerrouj | Rom, Italien                | 14. Juli 1998   |
| Weltmeisterschaftsrekord | 3:27,65 min | Hicham El Guerrouj | WM 1999 in Sevilla, Spanien | 24. August 1999 |

Der bestehende WM-Rekord wurde bei diesen Weltmeisterschaften nicht eingestellt und nicht verbessert.
Es wurde ein Landesrekord aufgestellt:

3:50,77 min – Ansu Sowe (Gambia) 1. Vorlauf am 25. August

## Vorrunde
Die Vorrunde wurde in drei Läufen durchgeführt. Die ersten sechs Athleten pro Lauf – hellblau unterlegt – sowie die darüber hinaus sechs zeitschnellsten Läufer – hellgrün unterlegt – qualifizierten sich für das Halbfinale.

### Vorlauf 1

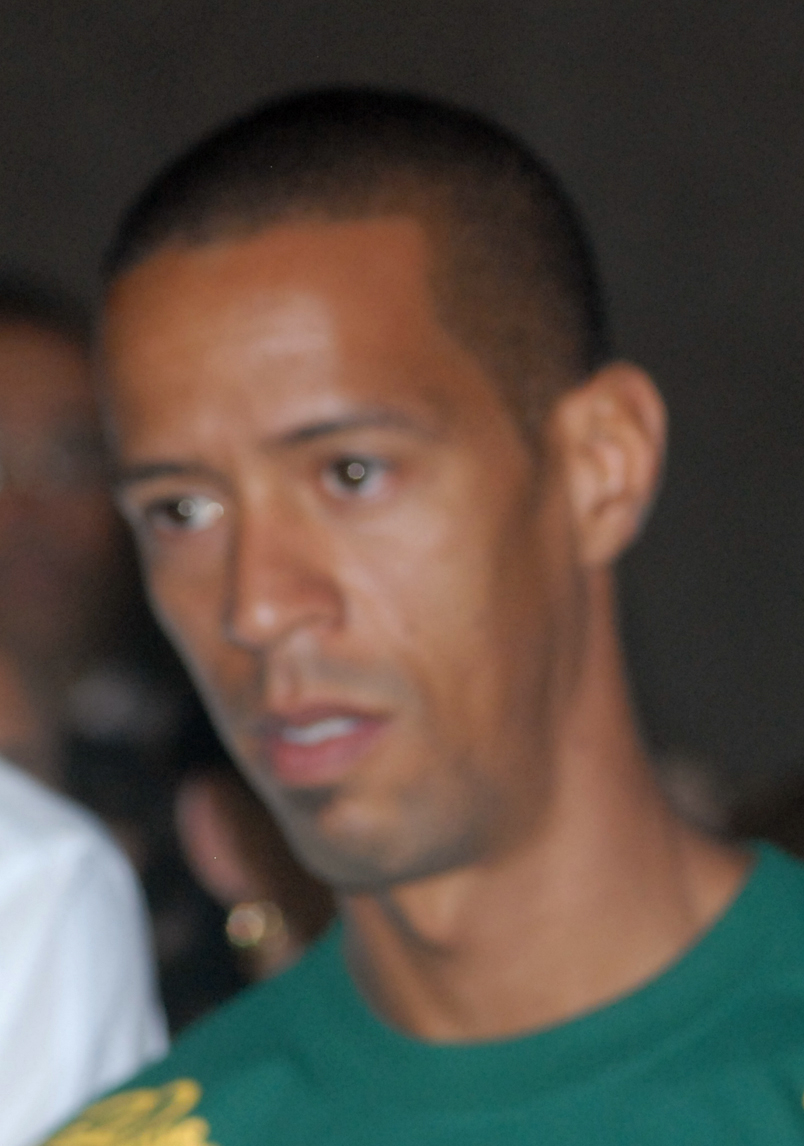
Als Elfter seines Vorlaufs schaffte es Hudson de Souza nicht in die nächste Runde

25. August 2007, 11:35 Uhr
| Platz | Name                | Nation        | Zeit (min) |
| ----- | ------------------- | ------------- | ---------- |
| 1     | Asbel Kiprop        | Kenia         | 3:40,65    |
| 2     | Alan Webb           | USA           | 3:40,73    |
| 3     | Juan Carlos Higuero | Spanien       | 3:40,96    |
| 4     | Youssef Baba        | Marokko       | 3:40,96    |
| 5     | Antar Zerguelaïne   | Algerien      | 3:40,97    |
| 6     | Kevin Sullivan      | Kanada        | 3:41,39    |
| 7     | Mohammed Shaween    | Saudi-Arabien | 3:41,58    |
| 8     | Iwan Heschko        | Ukraine       | 3:42,08    |
| 9     | Javier Carriqueo    | Argentinien   | 3:42,20    |
| 10    | Mounir Yemmouni     | Frankreich    | 3:42,68    |
| 11    | Hudson de Souza     | Brasilien     | 3:43,37    |
| 12    | Ansu Sowe           | Gambia        | 3:50,77 NR |
| 13    | Sevak Yeghikyan     | Armenien      | 4:00,61    |

### Vorlauf 2

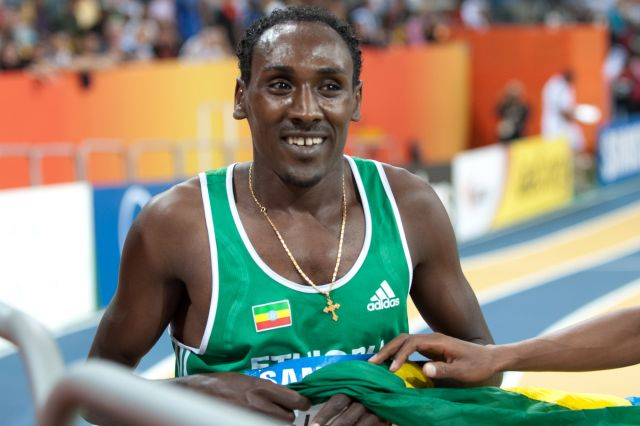
Platz elf für Deresse Mekonnen und damit ausgeschieden
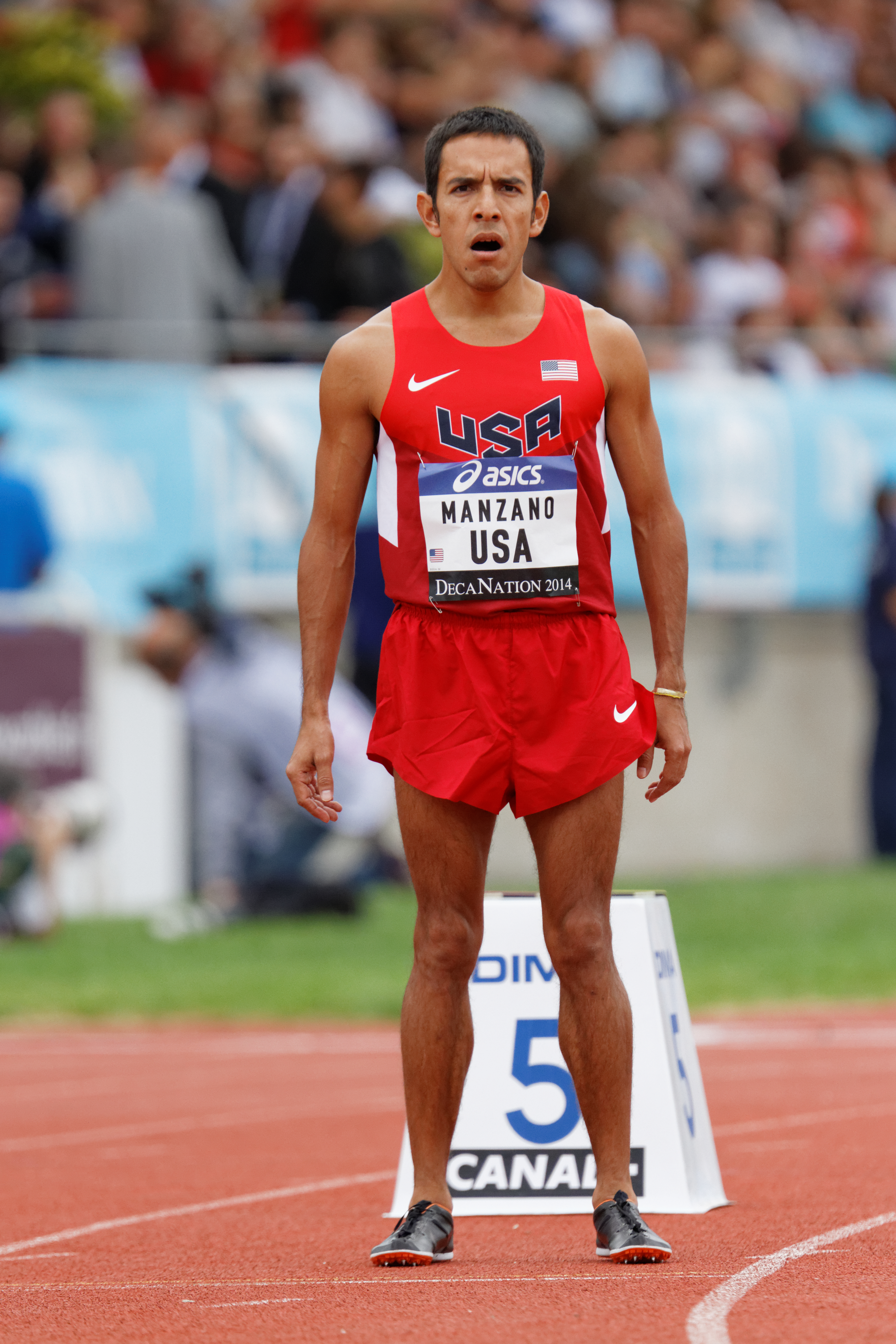
Als Dreizehnter seines Vorlaufs reichte es für Leonel Manzano nicht zur Halbfinalteilnahme

25. August 2007, 11:35 Uhr
| Platz | Name                 | Nation         | Zeit (min) |
| ----- | -------------------- | -------------- | ---------- |
| 1     | Mehdi Baala          | Frankreich     | 3:38,65    |
| 2     | Rashid Ramzi         | Bahrain        | 3:38,72    |
| 3     | Mohamed Moustaoui    | Marokko        | 3:39,54    |
| 4     | Shedrack Kibet Korir | Kenia          | 3:39,55    |
| 5     | Andrew Baddeley      | Großbritannien | 3:39,60    |
| 6     | Sergio Gallardo      | Spanien        | 3:39,92    |
| 7     | Nick Willis          | Neuseeland     | 3:40,18    |
| 8     | Juan Luis Barrios    | Mexiko         | 3:41,05    |
| 9     | Fumikazu Kobayashi   | Japan          | 3:41,19    |
| 10    | Sajad Moradi         | Iran           | 3:41,49    |
| 11    | Deresse Mekonnen     | Äthiopien      | 3:43,15    |
| 12    | Kamel Boulahfane     | Algerien       | 3:43,88    |
| 13    | Leonel Manzano       | USA            | 3:45,97    |
| 14    | Saysana Bannavong    | Laos           | 4:19,80    |

### Vorlauf 3

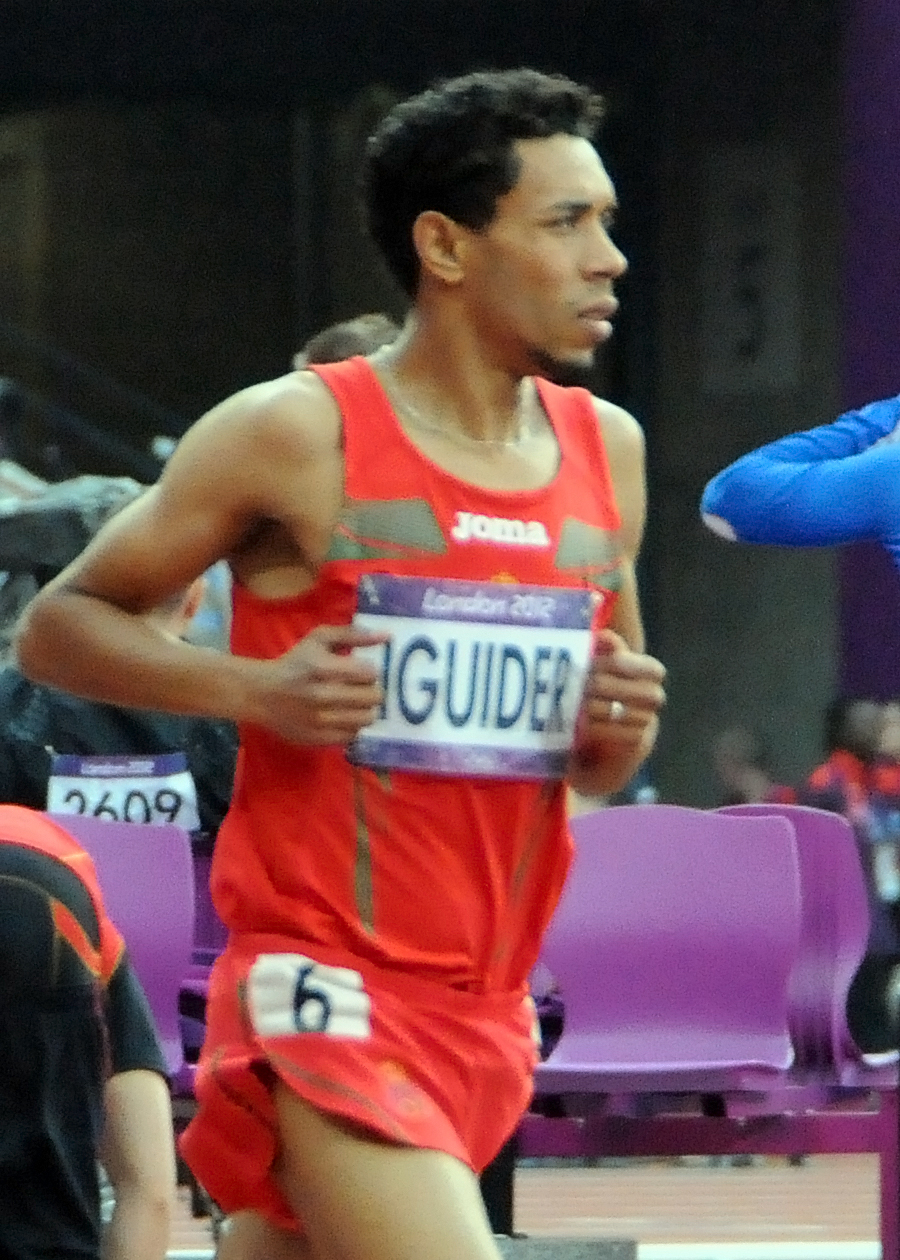
Abdelaati Iguider scheiterte als Achter seines Vorlaufs
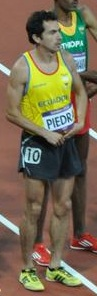
Bayron Piedras zehnter Rang in seinem Vorlauf reichte nicht zur Halbfinalteilnahme

25. August 2007, 11:45 Uhr
| Platz | Name                     | Nation       | Zeit (min) |
| ----- | ------------------------ | ------------ | ---------- |
| 1     | Arturo Casado            | Spanien      | 3:41,33    |
| 2     | Mekonnen Gebremedhin     | Äthiopien    | 3:41,43    |
| 3     | Bernard Lagat            | USA          | 3:41,68    |
| 4     | Tarek Boukensa           | Algerien     | 3:41,71    |
| 5     | Christian Obrist         | Italien      | 3:41,74    |
| 6     | Belal Mansoor Ali        | Bahrain      | 3:41,87    |
| 7     | Daniel Kipchirchir Komen | Kenia        | 3:41,96    |
| 8     | Abdelaati Iguider        | Marokko      | 3:43,25    |
| 9     | Mark Fountain            | USA          | 3:43,51    |
| 10    | Bayron Piedra            | Ecuador      | 3:45,59    |
| 11    | Gareth Hyett             | Neuseeland   | 3:45,70    |
| 12    | Chauncy Master           | Malawi       | 3:55,18    |
| 13    | Bunting Hem              | Kambodscha   | 4:08,31    |
| 14    | Serdar Nurmyradov        | Turkmenistan | 4:10,42    |

## Halbfinale
In den beiden Halbfinalläufen qualifizierten sich die jeweils ersten fünf Athleten – hellblau unterlegt – sowie die darüber hinaus zwei zeitschnellsten Läufer – hellgrün unterlegt – für das Finale. Darüber hinaus wurden die beiden Läufer Youssef Baba und Juan Carlos Higuero zum Finale zugelassen, die durch eine Behinderung des anschließend disqualifizierten Mehdi Baala benachteiligt worden waren.

### Halbfinallauf 1
27. August 2007, 20:40 Uhr
| Platz | Name                     | Nation         | Zeit (min)                                                       |
| ----- | ------------------------ | -------------- | ---------------------------------------------------------------- |
| 1     | Bernard Lagat            | USA            | 3:42,39                                                          |
| 2     | Tarek Boukensa           | Algerien       | 3:42,88                                                          |
| 3     | Asbel Kiprop             | Kenia          | 3:42,99                                                          |
| 4     | Andrew Baddeley          | Großbritannien | 3:43,03                                                          |
| 5     | Nick Willis              | Neuseeland     | 3:43,34                                                          |
| 6     | Mohamed Moustaoui        | Marokko        | 3:43,39                                                          |
| 7     | Mekonnen Gebremedhin     | Äthiopien      | 3:43,41                                                          |
| 8     | Youssef Baba             | Marokko        | 3:44,15 nach Behinderung durch Mehdi Baala ins Finale aufgerückt |
| 9     | Sajad Moradi             | Iran           | 3:46,21                                                          |
| 10    | Daniel Kipchirchir Komen | Kenia          | 4:02,95                                                          |
| 11    | Juan Carlos Higuero      | Spanien        | 4:16,23 nach Behinderung durch Mehdi Baala ins Finale aufgerückt |
| DSQ   | Mehdi Baala              | Frankreich     | IAAF Rule 163.2 – Behinderung                                    |

Im ersten Halbfinale ausgeschiedene Läufer:

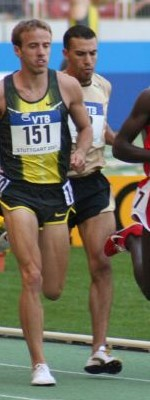
Mohamed Moustaoui Rang sechs in 3:43,39 min
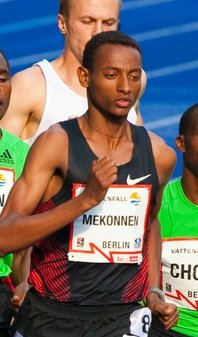
Mekonnen Gebremedhin Rang  in 3:43,41 min
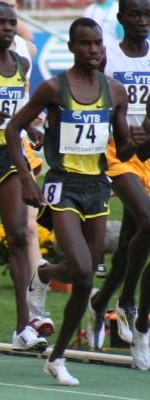
Daniel Kipchirchir Komen Rang zehn in 4:02,95 min
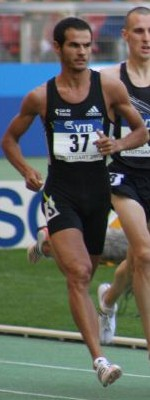
Mehdi Baala disqualifiziert wegen Behinderung

### Halbfinallauf 2

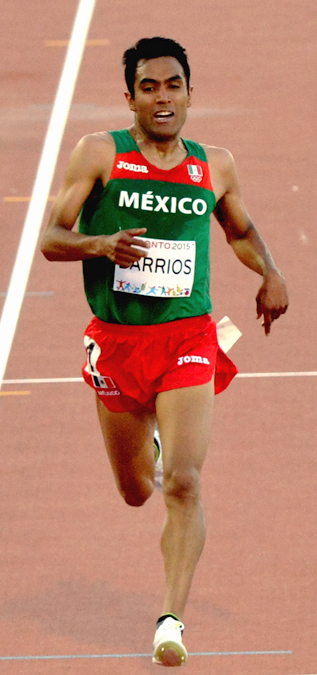
Juan Luis Barrios verfehlte als Achter seines Halbfinales die Teilnahme am Endlauf
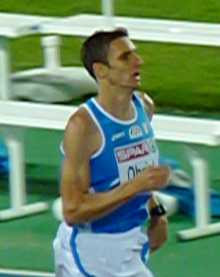
Christian Obrist – Platz zehn im zweiten Halbfinale und damit ausgeschieden

27. August 2007, 20:50 Uhr
| Platz | Name                 | Nation        | Zeit (min) |
| ----- | -------------------- | ------------- | ---------- |
| 1     | Rashid Ramzi         | Bahrain       | 3:40,53    |
| 2     | Antar Zerguelaïne    | Algerien      | 3:40,79    |
| 3     | Arturo Casado        | Spanien       | 3:40,83    |
| 4     | Belal Mansoor Ali    | Bahrain       | 3:41,01    |
| 5     | Alan Webb            | USA           | 3:41,08    |
| 6     | Sergio Gallardo      | Spanien       | 3:41,14    |
| 7     | Shedrack Kibet Korir | Kenia         | 3:41,15    |
| 8     | Juan Luis Barrios    | Mexiko        | 3:41,17    |
| 9     | Kevin Sullivan       | Kanada        | 3:41,27    |
| 10    | Christian Obrist     | Italien       | 3:42,93    |
| 11    | Fumikazu Kobayashi   | Japan         | 3:43,64    |
| 12    | Mohammed Shaween     | Saudi-Arabien | 3:44,54    |

## Finale
29. August 2007, 22:05 Uhr

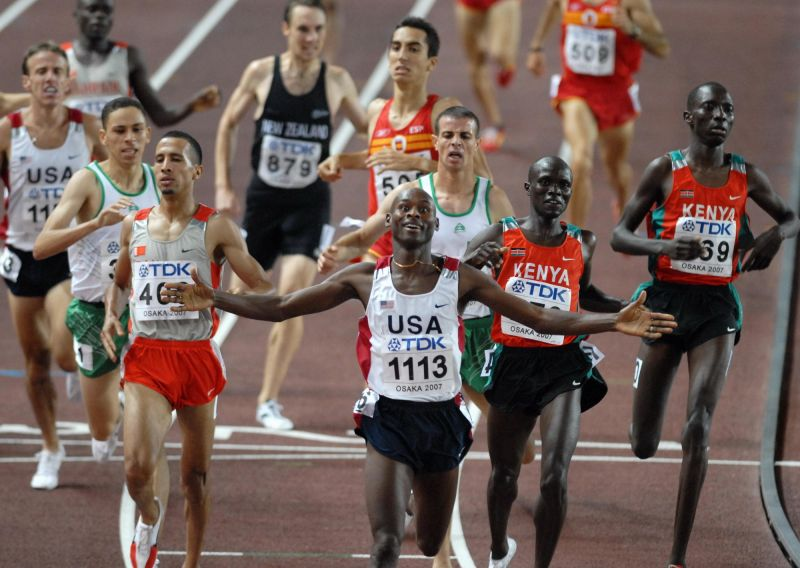
Zieleinlauf des 1500-Meter-Finales

Im Finale standen ausnahmsweise vierzehn statt wie sonst üblich zwölf Mittelstreckler, weil zwei Läufer zusätzlich zugelassen wurden, die in ihrem Halbfinalrennen durch die Behinderung eines anschließend disqualifizierten Athleten benachteiligt worden waren.
| Platz | Name                 | Nation         | Zeit (min) |
| ----- | -------------------- | -------------- | ---------- |
| 1     | Bernard Lagat        | USA            | 3:34,77    |
| 2     | Rashid Ramzi         | Bahrain        | 3:35,00    |
| 3     | Shedrack Kibet Korir | Kenia          | 3:35,04    |
| 4     | Asbel Kiprop         | Kenia          | 3:35,24    |
| 5     | Tarek Boukensa       | Algerien       | 3:35,26    |
| 6     | Antar Zerguelaïne    | Algerien       | 3:35,29    |
| 7     | Arturo Casado        | Spanien        | 3:35,62    |
| 8     | Alan Webb            | USA            | 3:35,69    |
| 9     | Andrew Baddeley      | Großbritannien | 3:35,95    |
| 10    | Nick Willis          | Neuseeland     | 3:36,13    |
| 11    | Belal Mansoor Ali    | Bahrain        | 3:36,44    |
| 12    | Sergio Gallardo      | Spanien        | 3:37,03    |
| 13    | Juan Carlos Higuero  | Spanien        | 3:38,43    |
| 14    | Youssef Baba         | Marokko        | 3:38,78    |

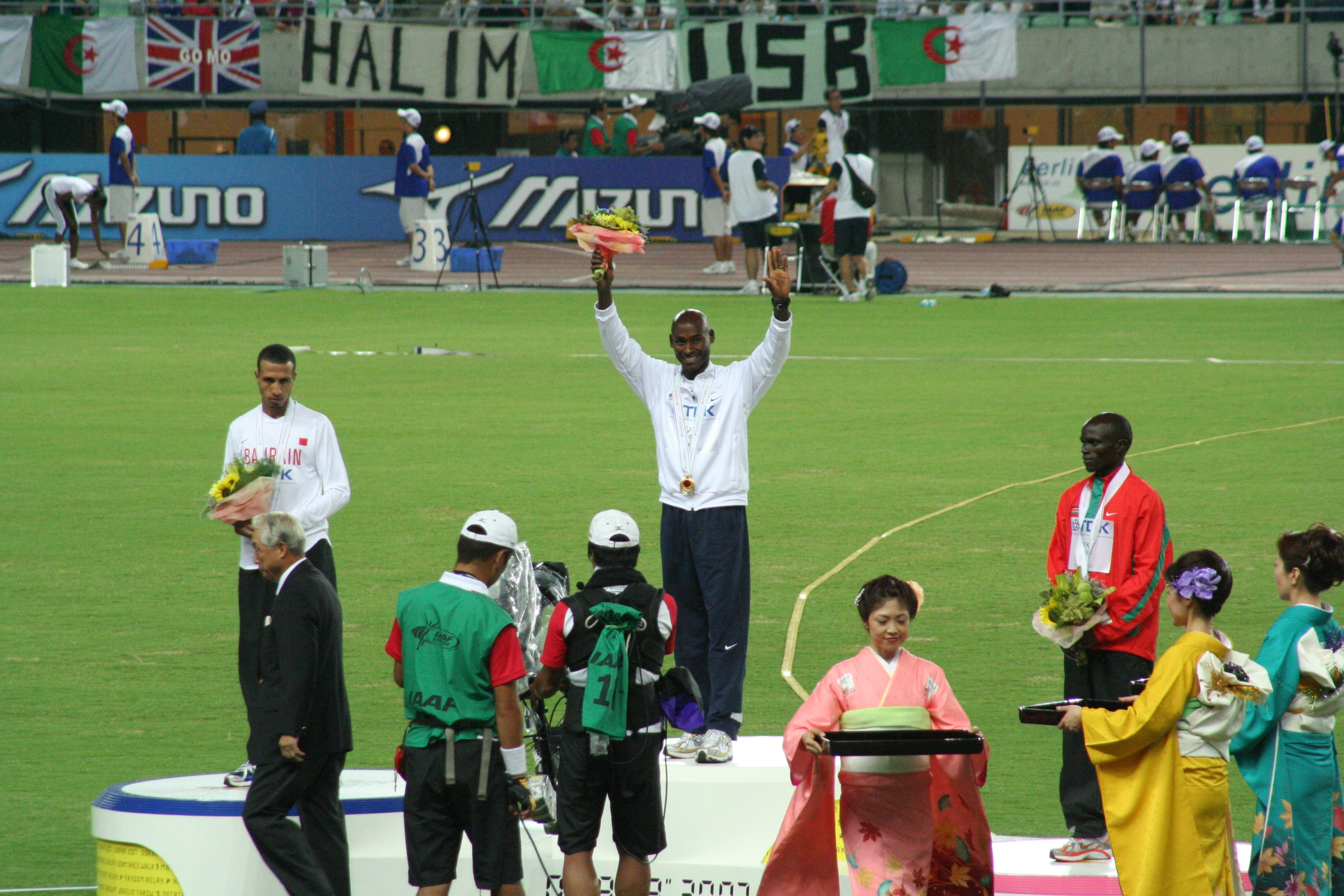
Siegerehrung
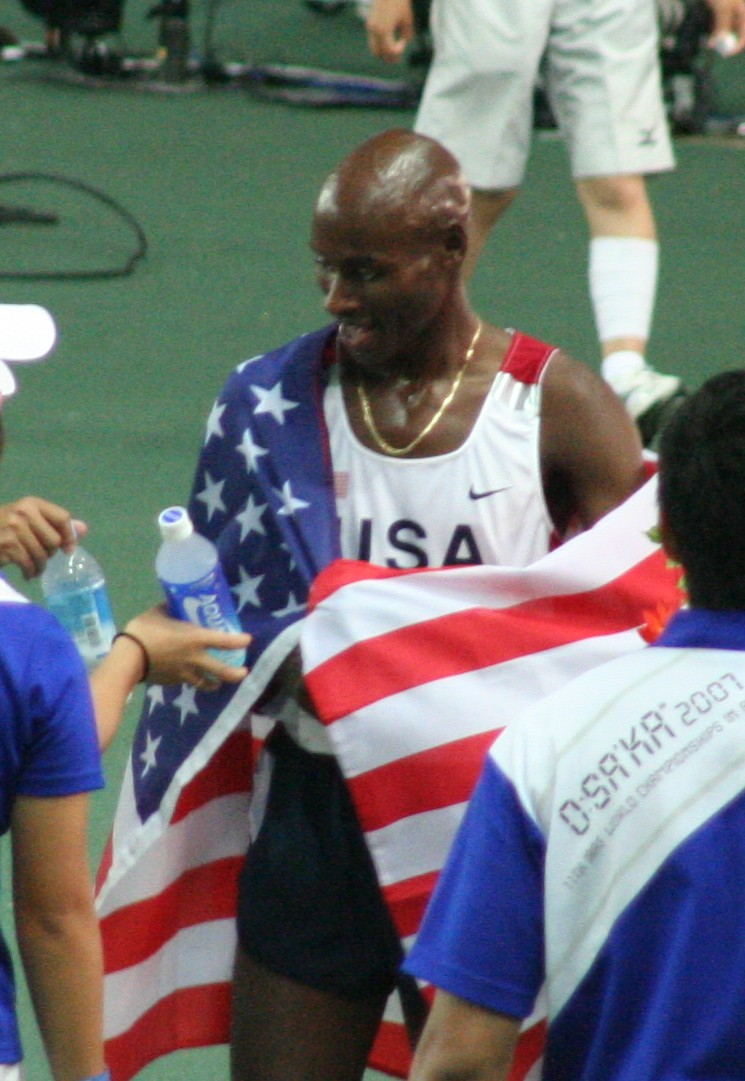
Bernard Lagat – nach seinen olympischen Medaillen (2004: Silber / 2000: Bronze) und seiner WM-Silbermedaille 2001 wurde er nun Weltmeister und errang vier Tage später einen zweiten Titel über 5000 Meter
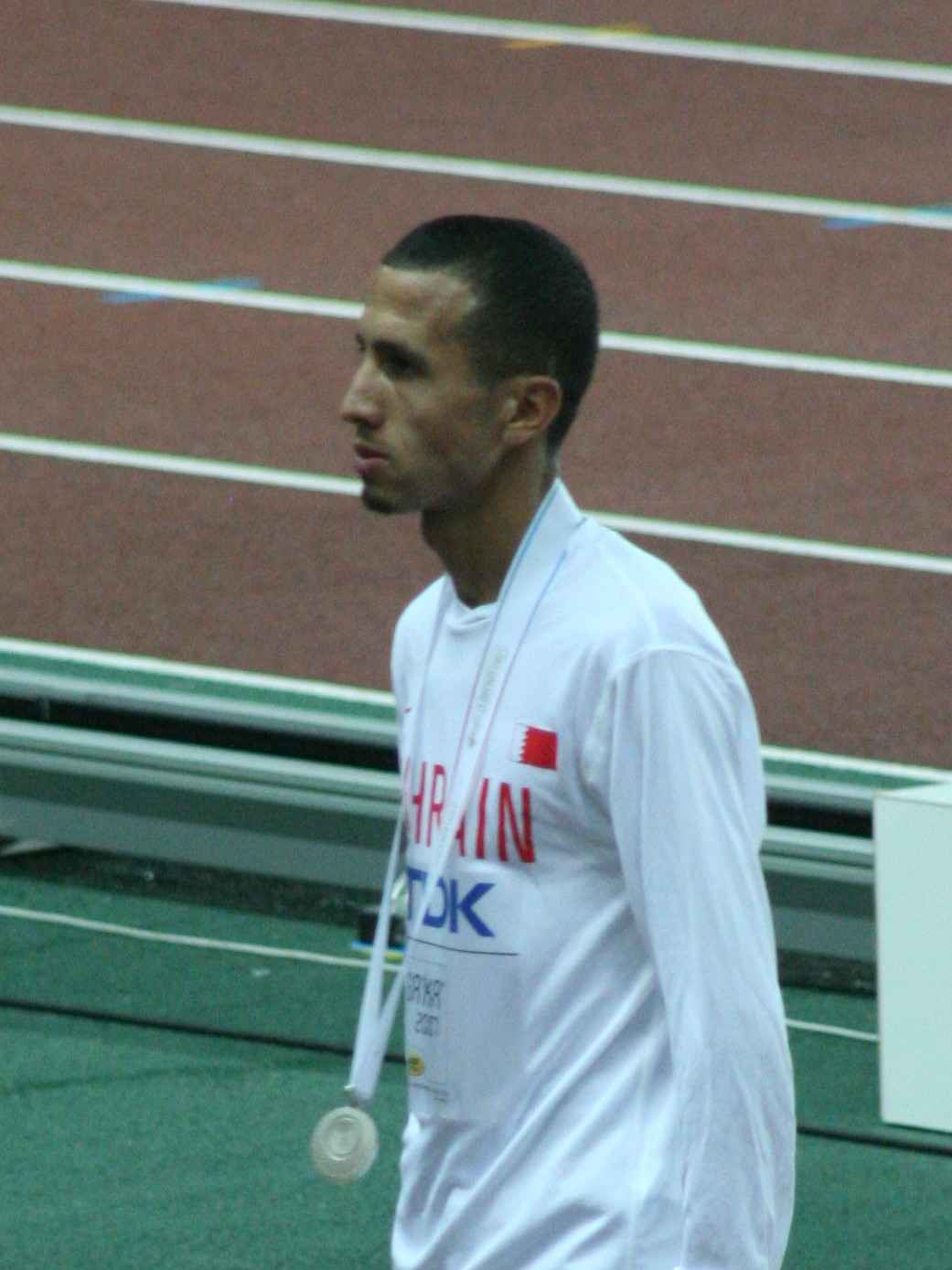
Vizeweltmeister wurde Titelverteidiger Rashid Ramzi, 2005 auch Sieger über 800 Meter
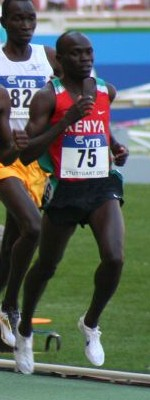
Bronzemedaillengewinner Shedrack Kibet Korir
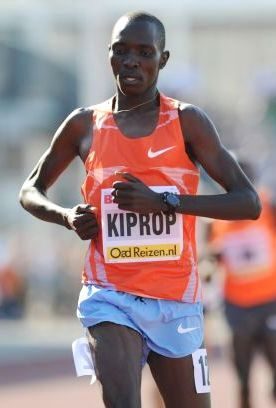
Asbel Kiprop kam auf den vierten Platz
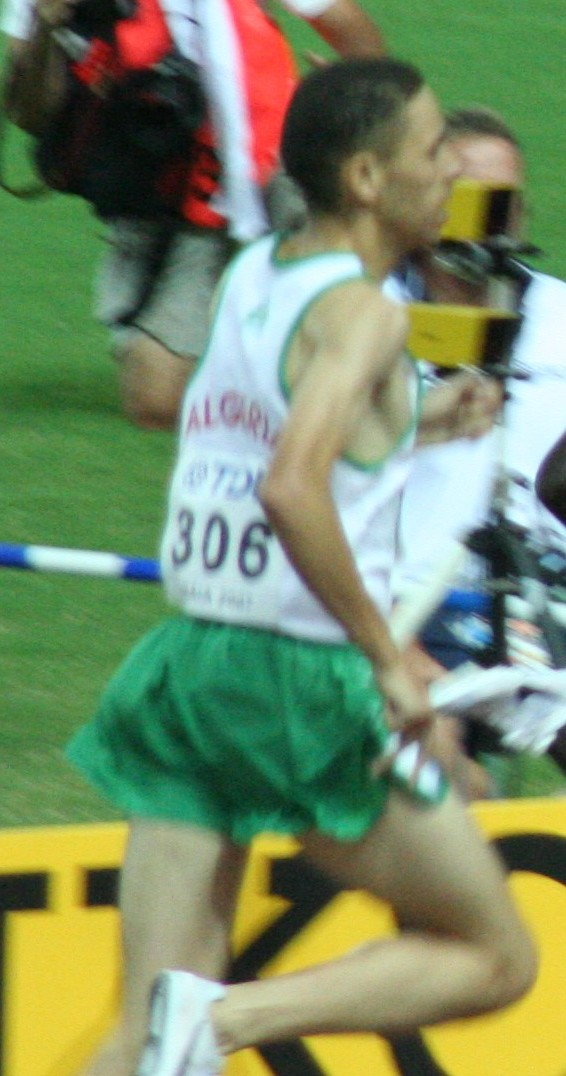
Tarek Boukensa belegte Rang fünf
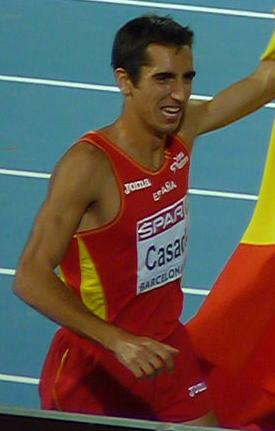
Arturo Casado wurde Siebter
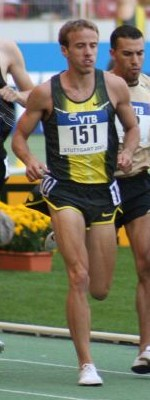
Alan Webb erreichte Platz acht
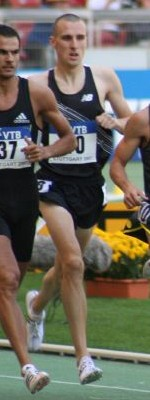
Rang neun für Andrew Baddeley
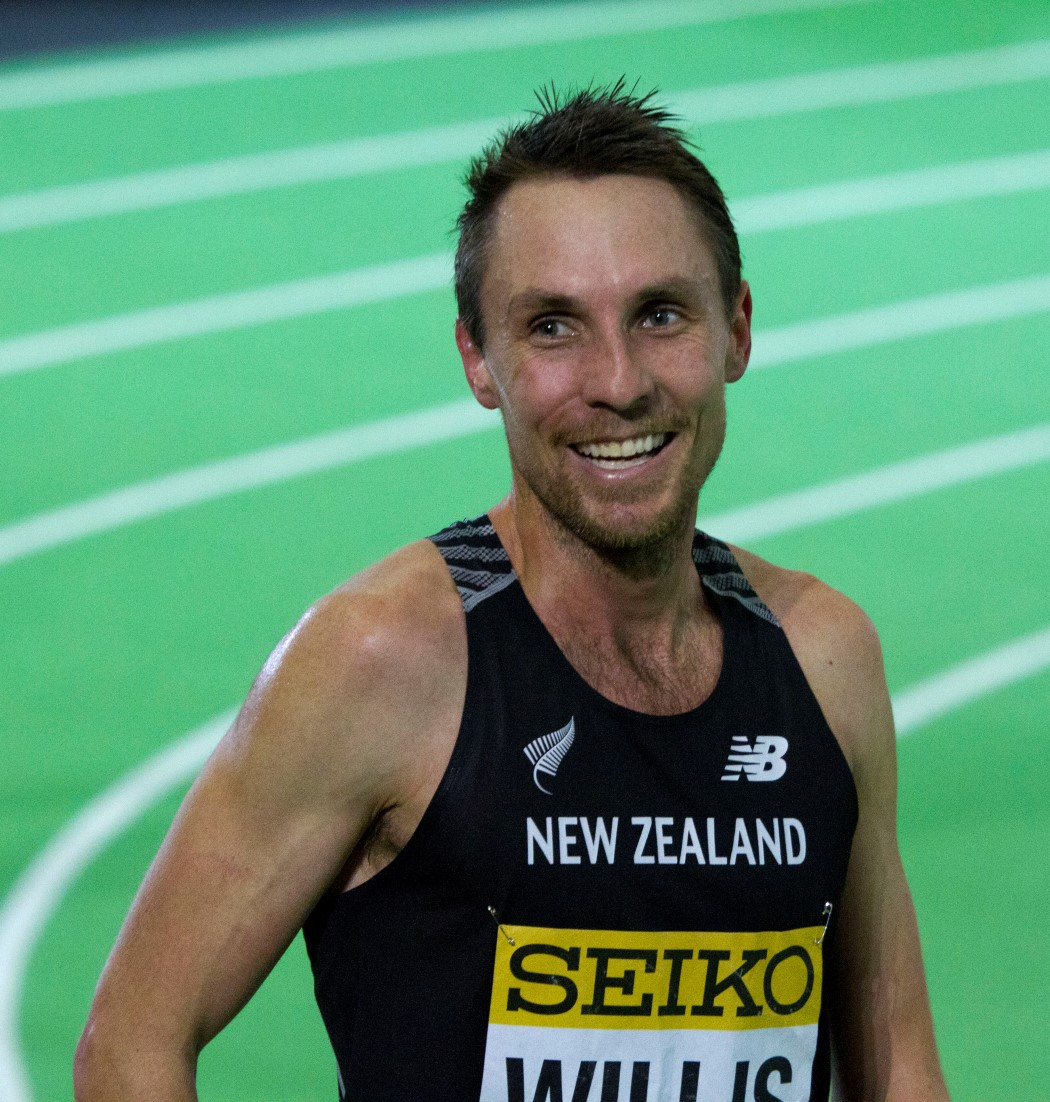
Der zehntplatzierte Nick Willis
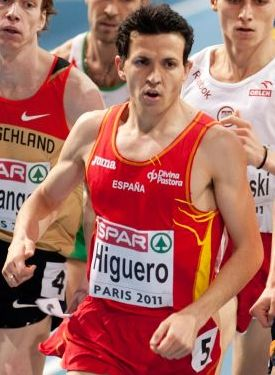
Juan Carlos Higuero – Rang dreizehn
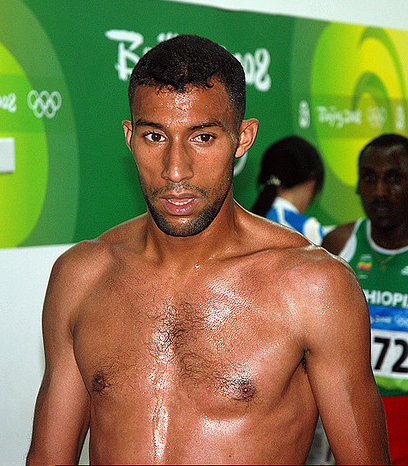
Youssef Baba – Rang vierzehn

## Video
- 2007 IAAF World Championships Osaka Men's 1500m Final, youtube.com, abgerufen am 21. Oktober 2020